# DN64
De DN64 (Drum Național 64 of Nationale weg 64) is een weg in Roemenië. Hij loopt van Caracal via Piatra-Olt, Drăgășani en Băbeni naar Râmnicu Vâlcea. De weg is 135 kilometer lang.